# 谷山美香
谷山 美香（たにやま みか、1996年11月18日 - ）は、日本のタレント、リポーター、ラジオパーソナリティ。京都府長岡京市出身。舞夢プロ所属。
血液型はO型。甲南女子大学卒業。大学時代はスケート部に所属していた。愛称はみかりん。第40期宝くじ幸運の女神。

## 略歴
2018年　MISS KYOTO2018 準々グランプリに選出。
2019年3月甲南女子大学 人間科学部 総合子ども学科を卒業。
2019年 4月1日より1年間、宝くじの幸運の女神として活動した。
2018年12月7日より、FMおとくに毎週金曜日午後3時から「おとくに音姫みかみかみかりん」を担当。
2021年7月、YouTube「夢なしチャンネル 谷山美香」を開設。
趣味はクラシックバレエ、ピアノ、フィギュアスケート、ラグビー観戦、カラオケ。
1級小型船舶操縦士、英検2級、普通自動車免許、小学校教諭、幼稚園教諭、保育士の免許を有している。

## 主な活動

### テレビ
- 「びびっと！」（2020年5月 - 、関西テレビ） - レギュラー
- 「6wakaイブニング」（2021年4月 - 、テレビ和歌山） - レギュラー
- 「千原キャスティング」（2019年12月7日、関西テレビ）
- 「ごりやくさん」（2020年11月2日、KBS京都） - 第46回「春日大社」旅人[7]
- 「つづきはテレビでTV」（2021年2月27日、読売テレビ）

### CM
- エディオン（2020年)

### ラジオ
- FMおとくに「おとくに音姫みかみかみかりん」[6]（2018年12月7日 - ）
- FM大阪「よしもとラジオ高校　らじこー」（2021年8月4日 - 2022年1月13日）

### その他
- 関西ウォーカー（2019年7月号）
- ホッと！HANSHIN（9月号）
- LOCAL CONNECT デイライトブルー（MV出演）
- 夢なしチャンネル-谷山美香　（2021年7月 - ）
- 関西ラグビーフットボール協会 公式YouTube ラビグーちゃんねる （2021年11月 - ）

### イベント
- 関西大学ラグビーAリーグプレスカンファレンス司会
- 藍野大学学園祭　フワちゃんトークショーMC
- 甲南女子大学学園祭　桐山漣トークショーMC